# Škoda 3Tr
Škoda 3Tr – czechosłowacki trolejbus, który był produkowany w latach 40. XX wieku w firmie Škoda (w czasie wojny obowiązywała nazwa Reichswerke Hermann Göring) w Pilźnie. Konstrukcja wywodzi się z trolejbusu Škoda 2Tr.

## Konstrukcja
Trolejbus 3Tr wywodzi się z typu 2Tr, który został wyprodukowany przed II wojną światową dla Pragi w liczbie 3 egzemplarzy.
Jest to pojazd trzyosiowy. Z prawej strony karoserii umieszczono dwoje (1 i 2 seria) lub troje drzwi (3 seria). Wewnątrz umieszczono podłużne ławki dla pasażerów.

## Dostawy
W latach 1941–1948 wyprodukowano 34 trolejbusy w trzech seriach; wszystkie egzemplarze dostarczono do Pilzna. Do dziś zachowały się dwa o numerach 101 i 119. Trolejbus nr 119 kursował po pilzneńskiej sieci trolejbusowej do roku 1967, a od czerwca 2012 stanowi eksponat centrum nauki „Techmania”. Ostatnie liniowe trolejbusy 3Tr zakończyły służbę liniową w 1970 r.
| Państwo                              | Miasto         | Typ            | Lata dostaw    | Liczba szt. | Numery taborowe |       |
| ------------------------------------ | -------------- | -------------- | -------------- | ----------- | --------------- | ----- |
| Republika Czechosłowacka (1948–1960) | Pilzno         | 3Tr            | 1941–1948      | 34          | 101–134         | [ 2 ] |
| Łączna liczba:                       | Łączna liczba: | Łączna liczba: | Łączna liczba: | 34          |                 |       |